# Ледяной остров Флетчера
Ледяной остров Флетчера (Т-3) — арктический айсберг, обнаруженный Джозефом Флетчером в конце 1940-х годов. Один из самых известных дрейфующих островов. Откололся от шельфового ледника Уорд-Хант. Площадь поверхности составляла 90 км², толщина льда — до 50 метров. С 1952 по 1978 годы на нём неоднократно располагались дрейфующие научные станции. В начале 1980-х годов предположительно вынесен течением в Северную Атлантику, где и растаял.